# Pyresthesis laevis
Genre
Espèce
Synonymes
- Phrynarachne laevis Keyserling, 1877
- Pyresthesis cambridgii Butler, 1880

Pyresthesis laevis, unique représentant du genre Pyresthesis, est une espèce d'araignées aranéomorphes de la famille des Thomisidae.

## Distribution
Cette espèce est endémique de Madagascar.

## Description
La femelle holotype mesure 12,0 mm.

## Publications originales
- Keyserling, 1877 : Einige Spinnen von Madagascar. Verhandlungen der Kaiserlich-Königlichen Zoologisch-Botanischen Gesellschaft in Wien, vol. 27, p. 85-96 (texte intégral).
- Butler, 1880 : On Arachnida from the Mascarene Islands and Madagascar. Proceedings of the Zoological Society of London, vol. 1879, p. 729-734 (texte intégral).